# 근 판정법
미적분학에서 근 판정법(根判定法, 영어: root test)은 음이 아닌 실수 항의 급수의 수렴 여부를 가리는 수렴 판정법의 하나다. 물론, 이는 실수 항 급수의 절대 수렴 여부를 가릴 수 있음을 의미한다. 급수의 항의 거듭제곱근의 극한(또는 상극한)을 사용한다.

## 정의
음이 아닌 실수 항의 급수 {\displaystyle \sum _{n=0}^{\infty }a_{n}} ({\displaystyle a_{n}\geq 0\forall n\geq 0})이 주어졌다고 하자. 또한,
{\displaystyle C=\limsup _{n\to \infty }{\sqrt[{n}]{a_{n}}}\in [0,\infty ]}
라고 하자. (이는 항상 존재한다.) 근 판정법에 따르면, 다음이 성립한다.
- 만약 {\displaystyle C<1}이라면, 급수는 수렴한다.
- 만약 {\displaystyle C>1}이라면, 급수는 발산한다.
- 만약 {\displaystyle C=1}이라면, 급수는 수렴할 수도, 발산할 수도 있다. 다른 방법을 사용하여야 한다.

만약 극한
{\displaystyle \lim _{n\to \infty }{\sqrt[{n}]{a_{n}}}\in [0,\infty ]}
이 존재한다면, 이는 위에서 정의한 상극한과 일치한다. 이 경우에도 극한이 1인 경우 수렴 여부를 알 수 없다.
증명:
만약 {\displaystyle C<1}이며, {\displaystyle C<q<1}이라면, 충분히 큰 {\displaystyle n}에 대하여
{\displaystyle {\sqrt[{n}]{a_{n}}}<q}
이다. 즉, 충분히 큰 {\displaystyle n}에 대하여
{\displaystyle a_{n}<q^{n}}
이다. 기하급수 {\displaystyle \sum _{n=0}^{\infty }q^{n}}가 수렴하므로, 비교 판정법에 따라 급수 {\displaystyle \sum _{n=0}^{\infty }a_{n}}는 수렴한다.
만약 {\displaystyle C>1}이라면, 무한히 많은 수의 {\displaystyle n}에 대하여
{\displaystyle {\sqrt[{n}]{a_{n}}}>1}
이다. 즉, 무한히 많은 수의 {\displaystyle n}에 대하여
{\displaystyle a_{n}>1}
이다. 특히, {\displaystyle (a_{n})_{n=0}^{\infty }}은 0으로 수렴할 수 없다. 따라서 급수 {\displaystyle \sum _{n=0}^{\infty }a_{n}}는 발산한다.
절대 수렴의 개념을 사용하여 적으면 다음과 같다. 다음 데이터가 주어졌다고 하자.
- {\displaystyle \mathbb {K} \in \{\mathbb {R} ,\mathbb {C} \}}
- {\displaystyle \mathbb {K} }-바나흐 공간 {\displaystyle (V,\lVert \rVert )}
- {\displaystyle V} 항의 급수 {\displaystyle \sum _{n=0}^{\infty }a_{n}} ({\displaystyle a_{n}\in V})
  - 만약 {\displaystyle \mathbb {K} =V=\mathbb {R} }라면, 이는 실수 항 급수다.
  - 만약 {\displaystyle \mathbb {K} =V=\mathbb {C} }라면, 이는 복소수 항 급수다.

또한,
{\displaystyle C=\limsup _{n\to \infty }{\sqrt[{n}]{\lVert a_{n}\rVert }}\in [0,\infty ]}
라고 하자. (만약 {\displaystyle V=\mathbb {K} }라면, 노름은 절댓값이며, {\displaystyle \lVert a_{n}\rVert }는 {\displaystyle |a_{n}|}이다.) 근 판정법에 따르면, 다음이 성립한다.
- 만약 {\displaystyle C<1}이라면, 급수는 절대 수렴한다.
- 만약 {\displaystyle C>1}이라면, 급수는 발산한다.
- 만약 {\displaystyle C=1}이라면, 급수가 절대 수렴할 수도, 조건 수렴할 수도, 발산할 수도 있다. 다른 방법을 사용하여야 한다.

근 판정법의 이 형태는 이전 형태보다 조금 더 강하다. 예를 들어, 두 번째 명제에서 급수가 “절대 수렴하지 않는다”고 하는 데 그치지 않고 조건 수렴도 불가능하다고 결론 내린다. 또한, 세 번째 항목은 절대 수렴 여부를 알 수 없을 뿐 아니라, 세 가지 가능성이 존재한다고 주해한다. “{\displaystyle \mathbb {K} }-바나흐 공간” 조건을 “{\displaystyle \mathbb {K} }-노름 공간”으로 약화하여도 좋지만, 이 경우 절대 수렴이 수렴을 함의하지 않는다.
증명:
근 판정법의 증명을 음이 아닌 실수 항 급수 {\displaystyle \sum _{n=0}^{\infty }\lVert a_{n}\rVert }에 적용한다.

## 비 판정법과의 관계
근 판정법은 비 판정법보다 강한 명제다. 즉, 어떤 급수의 수렴 여부를 비 판정법을 통하여 알 수 있다면, 근 판정법을 통해서도 알 수 있다. 이는 임의의 음이 아닌 실수의 수열 {\displaystyle (a_{n})_{n=0}^{\infty }} ({\displaystyle a_{n}\geq 0\forall n\geq 0})에 대하여, 다음 부등식이 성립하기 때문이다.
{\displaystyle \liminf _{n\to \infty }{\frac {a_{n+1}}{a_{n}}}\leq \liminf _{n\to \infty }{\sqrt[{n}]{a_{n}}}\leq \limsup _{n\to \infty }{\sqrt[{n}]{a_{n}}}\leq \limsup _{n\to \infty }{\frac {a_{n+1}}{a_{n}}}}
증명:
두 번째 부등식은 자명하다. (임의의 수열의 하극한은 상극한을 넘지 않는다.) 남은 두 부등식은 실질적으로 동치다. (하나에 수열 {\displaystyle (1/a_{n})_{n=0}^{\infty }}을 대입하면 다른 하나가 된다.) 따라서 부등식
{\displaystyle \limsup _{n\to \infty }{\sqrt[{n}]{a_{n}}}\leq \limsup _{n\to \infty }{\frac {a_{n+1}}{a_{n}}}}
을 보이면 족하다. 이는 임의의
{\displaystyle q>\limsup _{n\to \infty }{\frac {a_{n+1}}{a_{n}}}}
에 대하여
{\displaystyle \limsup _{n\to \infty }{\sqrt[{n}]{a_{n}}}\leq q}
임을 보이는 것으로 충분하다. 상극한의 정의에 따라, 어떤 {\displaystyle N\geq 0} 및 임의의 {\displaystyle n\geq N}에 대하여
{\displaystyle {\frac {a_{n+1}}{a_{n}}}<q}
이다. 따라서, 임의의 {\displaystyle n\geq N}에 대하여
{\displaystyle {\begin{aligned}a_{n}&=a_{N}\cdot {\frac {a_{N+1}}{a_{N}}}\cdot {\frac {a_{N+2}}{a_{N+1}}}\cdot \cdots \cdot {\frac {a_{n}}{a_{n-1}}}\\&\leq a_{N}q^{n-N}\end{aligned}}}
이다. 즉, 임의의 {\displaystyle n\geq N}에 대하여
{\displaystyle {\sqrt[{n}]{a_{n}}}\leq {\sqrt[{n}]{a_{N}q^{-N}}}\cdot q}
이다. {\displaystyle {\sqrt[{n}]{a_{N}q^{-N}}}}은 1로 수렴하므로, 양변에 상극한을 취하면
{\displaystyle \limsup _{n\to \infty }{\sqrt[{n}]{a_{n}}}\leq q}
를 얻는다.

## 예
급수
{\displaystyle \sum _{n=0}^{\infty }{\frac {1}{2^{\lfloor n/2\rfloor }}}=1+1+{\frac {1}{2}}+{\frac {1}{2}}+{\frac {1}{4}}+{\frac {1}{4}}+\cdots }
를 생각하자. 여기서 {\displaystyle \lfloor \rfloor }는 바닥 함수다. 근 판정법을 사용하자. 항상 {\displaystyle a_{2n}=a_{2n+1}}이므로,
{\displaystyle {\begin{aligned}C&=\lim _{n\to \infty }{\sqrt[{n}]{a_{n}}}\\&=\lim _{n\to \infty }{\sqrt[{n}]{a_{2n}}}\\&=\lim _{n\to \infty }{\sqrt[{n}]{1/2^{n}}}\\&=1/2\\&<1\end{aligned}}}
이다. 따라서 이 급수는 수렴한다. 비 판정법·라베 판정법·베르트랑 판정법으로는 이 급수의 수렴 여부를 알 수 없다. 비 판정법 문서는 라베 판정법을 적용할 수 있지만 근 판정법을 적용할 수는 없는 급수의 예를 제시한다. 즉, 근 판정법과 라베 판정법은 어느 하나가 다른 하나보다 강하지 않다.

### C= 1
급수
{\displaystyle \sum _{n=1}^{\infty }{\frac {1}{n}}=1+{\frac {1}{2}}+{\frac {1}{3}}+\cdots }
또는 급수
{\displaystyle \sum _{n=1}^{\infty }{\frac {1}{n^{2}}}=1+{\frac {1}{2^{2}}}+{\frac {1}{3^{2}}}+\cdots }
는 {\displaystyle C=1}를 만족하므로, 근 판정법을 통하여 수렴 여부를 알 수 없으며, 특히 비 판정법을 사용할 수도 없다. 실제로 첫 번째 급수는 발산하며 (조화급수), 두 번째 급수는 수렴한다. 이는 라베 판정법의 표준적인 증명에서 사용되는 사실의 특수한 경우다 (따라서 라베 판정법을 사용하는 것은 일종의 순환논법이다). 두 급수에 대하여 유효한 수렴 판정법으로는 적분 판정법과 코시 응집 판정법이 있다.

### 멱급수의 수렴 반지름
근 판정법은 멱급수의 수렴 반지름에 대한 코시-아다마르 정리의 증명에 사용된다. 이에 따르면, 멱급수
{\displaystyle f(z)=\sum _{n=0}^{\infty }c_{n}(z-z_{0})^{n}\qquad (c_{n},z_{0}\in \mathbb {C} )}
의 수렴 영역은 {\displaystyle z_{0}}를 중심으로 하며 다음 음이 아닌 확장된 실수를 반지름으로 하는 열린 공과 닫힌 공 사이에 있다.{\displaystyle r={\frac {1}{\limsup _{n\to \infty }{\sqrt[{n}]{|c_{n}|}}}}\in [0,\infty ]}

## 역사
프랑스의 수학자 오귀스탱 루이 코시가 처음 고안하였다.

## 같이 보기
- 비 판정법
- 수렴급수

## 참고 문헌
- Knopp, Konrad (1956). 〈§ 3.2〉. 《Infinite Sequences and Series》 (영어). Dover publications, Inc.,  New York. ISBN 0-486-60153-6.
- Whittaker, E. T., and Watson, G. N. (1963). 〈§ 2.35〉. 《A Course in Modern Analysis》 (영어) four판. Cambridge University Press. ISBN 0-521-58807-3.